# ハミディイェ

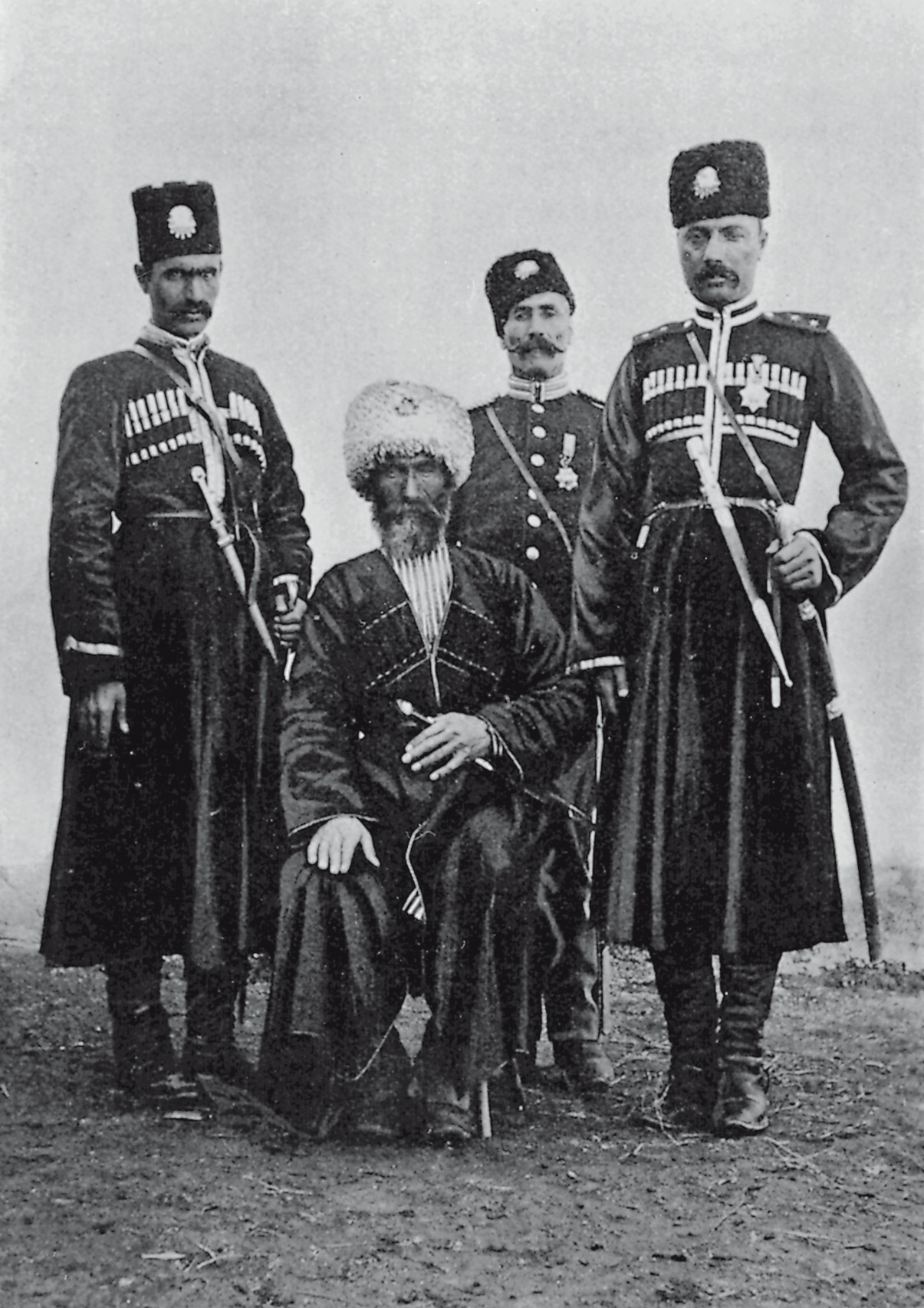
クルド人のハミディイェ騎兵

ハミディイェ（ハミディエ、Hamidiye）は、オスマン帝国がアナトリア東部の治安維持のためにクルド人、トルコ人、トルクメン人、ヨリュク人などの遊牧民・半遊牧民を集めて結成した非正規の騎兵部隊。ハミディイェという名は、1890年にこの部隊を設立したスルタン・アブデュルハミト2世にちなむ。
ハミディイェは、ロシア帝国のコサック兵に範をとったもので、ロシアとの衝突に備えてロシアとの国境地帯を警備することが目的であった。特に、ロシア領からオスマン領にかけてはアルメニア人が多く住み、アルメニア民族主義が燃え上がっていた。オスマン帝国は東部のアルメニア人らがロシアに味方することを危惧しており、ハミディイェはアルメニア人に対する牽制や警戒を行い、その弾圧に乗り出すこととなる。特に1894年から1896年にかけてはオスマン帝国とアルメニア人の間で暴力の応酬が起こり、ハミディイェは多数のアルメニア人を虐殺(ハミディイェ虐殺)して西欧諸国からの非難を浴びた。
青年トルコ人革命により1909年にアブデュルハミト2世が廃位されると、スルタンに個人的忠誠を誓う非正規兵という時代遅れのハミディイェは廃止されるが、クルド人部隊を正規軍に編入すること、さらにそれを東部国境に置くことは、治安上の理由から避けられることになった。1912年からのバルカン戦争ではクルド人らによる軽騎兵の民兵隊が復活し、第一次世界大戦やトルコ革命などで戦うことになる。
トルコ独立後は、トルコ軍などに散らばるハミディイェ出身者は、「アザディ」（自由）と呼ばれる秘密の組織を結成して、クルドの独立・トルコ共和国の世俗化への反感・イスラムの大義などをもとに結集し、1925年から1930年にかけてトルコ政府に対してシャイフ・サイードの反乱、アララトの反乱など一連のクルド人の反乱を起こすことになる。指導者のシャイフ・サイードは、イスラム神秘主義教団のひとつナクシュバンディー教団のシャイフであった。